# تاوبمن
تاوبمن (انگلیسی: Taubman) شرکت املاک آمریکایی است، که در سال ۱۹۵۰ توسط آلفرد تاوبمن تأسیس شد.